# Доллар-Бей (Мічиган)
Доллар-Бей (англ. Dollar Bay) — переписна місцевість (CDP) в США, в окрузі Гаутон штату Мічиган. Населення — 1061 особа (2020).

## Географія
Доллар-Бей розташований за координатами 47°7′37″ пн. ш. 88°30′24″ зх. д. / 47.12694° пн. ш. 88.50667° зх. д. (47.126857, -88.506729).  За даними Бюро перепису населення США в 2010 році переписна місцевість мала площу 11,99 км², з яких 10,55 км² — суходіл та 1,45 км² — водойми.

## Демографія
Згідно з переписом 2010 року, у переписній місцевості мешкали 1082 особи в 426 домогосподарствах у складі 274 родин. Густота населення становила 90 осіб/км².  Було 489 помешкань (41/км²).
Расовий склад населення:
| - 97,5 % — білих - 0,8 % — азіатів - 0,6 % — корінних американців - 0,2 % — чорних або афроамериканців |

До двох чи більше рас належало 0,9 %. Частка іспаномовних становила 0,4 % від усіх жителів.
За віковим діапазоном населення розподілялося таким чином: 28,3 % — особи молодші 18 років, 56,4 % — особи у віці 18—64 років, 15,3 % — особи у віці 65 років та старші. Медіана віку мешканця становила 37,7 року. На 100 осіб жіночої статі у переписній місцевості припадало 101,9 чоловіків;  на 100 жінок у віці від 18 років та старших — 106,9 чоловіків також старших 18 років.
Середній дохід на одне домашнє господарство  становив 48 820 доларів США (медіана — 42 000), а середній дохід на одну сім'ю — 61 279 доларів (медіана — 60 833). Медіана доходів становила 42 917 доларів для чоловіків та 33 333 долари для жінок. За межею бідності перебувало 14,3 % осіб, у тому числі 13,3 % дітей у віці до 18 років та 11,7 % осіб у віці 65 років та старших.
Цивільне працевлаштоване населення становило 373 особи. Основні галузі зайнятості: освіта, охорона здоров'я та соціальна допомога — 24,1 %, роздрібна торгівля — 19,6 %, публічна адміністрація — 9,7 %, мистецтво, розваги та відпочинок — 8,6 %.